# STUK (kunstencentrum)
STUK is een interdisciplinair en hybride kunstencentrum in Leuven dat zich toelegt op zowel dans, beeld en geluid. STUK organiseert jaarlijks de festivals Artefact en Playground en huisvest ook Cinema ZED.
Het is gevestigd in het Arenberginstituut in de Naamsestraat.

## Geschiedenis

### Studentencentrum: 't Stuc
In tijdsgeest van Mei '68 werd tijdens de zomer van 1977 't Stuc opgericht door studenten van de Katholieke Universiteit Leuven. Het centrum opereerde zowel als een culturele ontmoetingsplek en als studentencentrum. Gelegen in een leegstaande universiteitsblok midden op de campus Sociale Wetenschappen van de Katholieke Universiteit Leuven die door de studenten was ingenomen.
Verscheidene theatercollectieven zoals Het Trojaanse Paard, Internationale Nieuwe Scène, Radeis en Het Werkteater waren er te gast. Maar ook film, poëzie, muziek, cabaret en sporadisch dans maakten deel uit van de  programmering.
Van 1978 tot 1981 organiseerde Stuc in samenwerking met het Festival van Vlaanderen het multidisciplinaire festival Klapstuk.

### Koerswijziging: Stuc
In 1981 - 1982 vernauwde Stuc, wegens teruglopende toelage, zijn programmering in het kader van experiment en kwaliteit. De organisatie werkte enkel nog op basis van uitnodiging, en specificeerde zich tot vier kunstdisciplines: theater, dans, film en video. Ook het cursuspakket werd in kader hiervan ingeperkt. Paul Peyskens werd aangesteld als huisregisseur. Jan Fabre, Anne Teresa De Keersmaeker, Jan Joris Lamers, Guy Dermul en Willy Thomas maakten gebruik van de faciliteiten van Stuc om te repeteren en presenteren. Samen met Kaaitheater, Vooruit, Monty en Limelight maakte Stuc deel uit van een 'alternatief' circuit in Vlaanderen.
Ook Klapstuk specialiseerde mee en transformeerde zichzelf tot een tweejaarlijks dansfestival. In 1983 behaalde het festival omstreeks 11.000 bezoekers met internationale artiesten zoals Merce Cunningham, Trisha Brown, Lucinda Childs, Steve Paxton, Suzanne Linke, Claude Galotta maar ook vernieuwende Vlaamse choreografen. In 1986, splitste Klapstuk zich af van Stuc en werd een aparte vzw.

### Stuc als beeldcentrum
Vanaf 1988 legde Stuc zich ook toe op de beeldcultuur en bood hier ook financiële en infrastructurele ondersteuning voor aan kunstenaars zoals Johan Grimonprez zijn film Dial H-I-S-T-O-R-Y. In 1993 richtte Stuc Het Atelier op, een plek voor producties, presentatie en opleiding. Kunstenaars en theatermakers zoals Johan Grimonprez, Tristero, De Roovers en Bart Meuleman werkten in de ateliers onder financiële en administratieve begeleiding.

### Fusie tot STUK
Halverwege de jaren 1990 fusioneerde Stuc met Klapstuk tot STUK. In 2015-2016 schrapte STUK muziek uit de programmering en beperkt zich zo voortaan tot huis voor dans, beeld en geluid. Een programmawijziging die parallel loopt met het groeiende muziekmilieu in de stad door spelers zoals Het Depot. In 2006 werd Klapstuk stilgelegd en uiteindelijk vervangen door Artefact (2003) en Playground (2007).

## Nieuw huis
Het oude Arenberginstituut werd omgebouwd door Nederlands architect Willem Jan Neutelings tot kunstencentrum. Na de verhuizing volgde in januari 2002 de officiële opening. STUK deelt het gebouw met de Katholieke Universiteit Leuven, FONK en LOKO Cultuur. Het gerenoveerde oude gebouw faciliteert dansstudio's, het STUKcafé, de STUK Expozaal en STUK Verbeeckzaal. In de nieuwbouw huist Cinema ZED, een middelgrote theater- en danszaal.

## Programmatie

### Cinema ZED
In samenwerking met vzw Fonk organiseert dagelijkse filmvertoningen in Cinema ZED. Naast een zaal in STUK heeft Cinema ZED ook nog 2 zalen op een andere locatie.

### Artefact
Artefact is een jaarlijks festival dat in 2003 voor het eerst georganiseerd werd. Het kunstfestival legt de focus op kunst en nieuwe media en is een initiatief van de provincie Vlaams-Brabant en in samenwerking met Stad Leuven. In het verlengde van de relatie die het in het verleden opbouwde met de Katholieke Universiteit Leuven, tracht Artefact onder meer uiting te geven aan de relatie tussen technologie en kunst.

#### Edities
- 2024: At the still point of the turning world: met Etel Adnan, Felipe Baeza, Anouk De Clercq, Arpaïs Du Bois, Beatrice Gibson, Sky Hopinka, Saodat Ismailova, Alfredo Jaar, Anne Duk Hee Jordan, Germaine Kruip, Liliane Lijn, Margaret Salmon, Hyun-Sook Song, Pei-Hsuan Wang, Sophie Whettnall, Mickey Yang [1]
- 2023: The Ecstatic Being. Between knowing and understanding: met Julius Bockelt, Fia Cielen, Laurie Dall’Ava, Nan Goldin, Tom Hannes, Hanne Lippard, Henri Michaux, Warre Mulder, Matt Mullican, Laure Prouvost, Ben Russell, Jeanne Susplugas, Emma Talbot, Myrthe van der Mark, Sophie Whettnall [2]
- 2021: Wired for Empathy: met Khaled Barakeh, Anouk De Clercq, Helen Cammock, Tom Callemin , Daria Martin, Charline Tyberghein, Claudia Fontes, Ben Thorp Brown, Eva Koťátková, Elliott Erwitt, Anagram, Suzanne Lacy, Alexandra Leyre Mein, Francesca Grilli, Ugo Rondinone, Peter Aers [3]
- 2020: Alone Together: met Helmut Stallaerts, Chloé Op de Beeck, Ante Timmermans, Meiro Koizumi, Hanne Lippard, Molly Soda, le McDonald, Karolina Halatek, Atsushi Watanabe, Daria Martin, Cécile B. Evans, Mehtap Baydu, Pilvi Takala, Ephameron, Hans Geyens, Ief Spincemaille, Bisser, Siemen Van Gaubergen [4]
- 2019: Parallel Crossings: met Ismaïl Bahri, Jim Campbell, Lygia Clark, Dušica Dražić, Alia Syed, Jorge Macchi, Renata Lucas,Tony Cruz Pabón, Christoph Fink, Marjolijn Dijkman, Maria Thereza Alves, Migrant Journal, Kiluanji Kia Henda, Luke Fowler, Sven Augustijnen [5]
- 2018: This Rare Earth - Stories From Below:  met Otobong Nkanga, Ilana Halperin, Julian Charrière, Justin Bennett , Cecilia Jonsson, Prabhakar Pachpute & Rupali Patil, Maarten Vanden Eynde , Unknown Fields , Füsun Türetken, Lise Autogena  & Joshua Portway, Susanne Kriemann , Lara Almarcegui , Sissel Marie Tonn , Milo Rau , Ursula Biemann  & Mo Diener , Egill Sæbjörnsson, Kirstie van Noort & Xandra van der Eijk [6]
- 2017: The Act of Magic: met Troika, Eric Arnal-Burtschy, Marjolijn Dijkman, Suzanne Treister, Center for Tactical Magic, Shana Moulton, Melanie Bonajo, Tim Etchells, Jonathan Allen, Hollington, Kyprianou, Liz Magic Laser, Center for Tactical Magic, Center for Tactical Magic, Goldin+Senneby, Femke Herregraven, RYBN.ORG, BCL, Jonathan Allen, Tobias Revell.[7]
- 2016: Up In the Air: met James Turrell, Ief Spincemaille, Frederic Geurts, Laurent Grasso, Paolo Di Trapani/Coelux, Liam Young, Birgert & Bergström, Forensic Architecture, James Bridle, Alicia Framis, Gonçalo F. Cardoso, Ruben Pater,Berndnaut Smilde, Superflux, Wesley Goatley, Georgina Voss, The Center for Genomic Gastronomy, Nicola Twilley, Lawrence, Vincent Malstaf, Alistair McClymont, Amy Balkin, Charlotte Charbonnel, Sjoerd Knibbeler, Frederic Geurts i.s.m Mattias Schevenels, Javier Perez, Bilal Bahir, Rob Sweere, Marije Baalman.[8]
- 2015: You Must Change Your Life: Met Jacob Tonski, Emily Whitebread, Emily Wardill, Hedwig Houben, Mokhallad Rasem, Heather Dewey-Hagborg, Israel Rosenfield, Edward Ziff, Borin Van Loon, Roel Heremans, iii, Matteo Marongoni, Artur Żmijewski, Mariska De Groot, Dieter Vandoren, Quayola, Oscar Santillan, Okin Collective, John Hull, Younes Baba-Ali, Anna Raimondo.[9]
- 2014: De Prehistorie Van Het Beeld:  met Yvette Mattern, Geert Mul, Camille Henrot, Sascha Pohflepp, Chris Woebken, Ben Rivers, Kianoosh Motallebi, Aernoudt Jacobs, Salva Sanchis, Pablo Castilla, Ilona Gaynor, Anna Barham, Jelle Feringa, Guy Königstein, Apichatpong Weerasethakul, Marguerite Humeau, Marie Kølbæk Iversen, Joachim Koester, Brassaï.[10]
- 2013: A City Shaped: met Rotor, The Center for Land Use Interpretation, Luc Deleu, T.O.P. Office, Marjetica Potrč, Dušica Dražic, Jean Comondon, Alicia Eggert & Mike Flemming, Stephen Vitiello, David Bergé, Elke Krasny, Jeanne Van Heeswijk, Lee Mingwei, Pablo Valbuena, Damien Chivialle, Tuur Van Balen, Vanessa Harden, Experimental Interaction Unit.[11]
- 2012: The Social Contract - met Julieta Aranda & Anton Vidokle, Christin Lahr, Ariel Orozco, irational.org, Vlatka Horvat, Jeanne van Heswijk, Artist Placement Group, Constant, Benedetta Maxia & António Louro, Pedro Reyes, Jimmie Durham, Elín Hansdóttir, Samuel Bianchini, Herman Asselberghs, Radek Community, Lucy Kimbell & Andrew Barry, Geoff Cox, INTK, !Mediengruppe Bitnik, Sarah Vanhee, plan b.[12]
- 2011: met YoHa, Harwood, Wright, Yokokoji, Herman Asselberghs, Fairuz, Julius von Bismarck, Alexander Gutke, Simon Starling, Angela Bulloch, Miks Mitrevics, Gebhard Sengmüller, Dieter Kiessling, Robert Morris, Carla Arocha, Joëlle Tuerlinckx, Morgan Fisher, Alexander Gutke, Wim Janssen, Ludo Engels, Stefaan Quix.[13]
- 2010: met Alfredo Jaar, Sharon Daniel, Mariana Castillo Deball, Manfred Werder, Yann Sérandour, Haris Epaminonda, Daniel Knorr, Anita Di Bianco, Sebastián Romo, Lisa Oppenheim, Joseph Cornell, Jonas Mekas, deepblue, Rafael Lozano-Hemmer, Elmgreen & Dragset, Christian Andersson, Yunchul Kim, Carlos Katastrofsky, Jens Wunderling, De Geuzen, Hasan Elahi, Ben Rubin, Antoni Muntadas.[14]
- 2009:Gert Jan Kocken, Taryn Simon, Ines Schaber, Artur Zmijewski, Harun Farocki, Julien Maire, Kurt d' Haeseleer, Christian Capurro, Pia Linz, Christian Andersson, Julius Popp, Melik Ohanian, Kristin Lucas, Julius Von Bismarck, Robert Luxemburg, Peter Weibel, Phiffer, Zer-Aviv, Nolen, Julius Popp.[15]
- 2008: Spencer Finch, Christoph Fink, Jim Campbell, Julien Maire, Malcolm Le Grice, Manon De Boer, Akram Zaatari, Irina Botea, Julien Maire, Harun Farocki, Stefaan Decostere, Jonathan Schipper, Jennifer & Kevin McCoy, Jan De Wulf, Christian Ziegler.[16]
- 2007: Wesley Meuris, Jim Campbell, Maurice Van Tellingen, Michael Snow, Christophe Girardet, Rafael Lozano-Hemmer, Matthias Müller, Herman Asselberghs, Jonathan Schipper, Wim Janssen, Workspace Unlimited, John F. Simon, Jr., Vuk Cosic, Zoe Beloff, Victor Kossakovsky, Sam Taylor-Wood, Lawrence Malstaf.[17]
- 2006: Lawrence Malstaf, Kurt d'Haeselee, Mateusz Herczka, Dominique Leroy, Tale of Tales, LAb[au], Ief Spincemaille, Michael J. Schumacher.[18]

### Playground (festival)
Playground is een jaarlijks festival dat voor het eerst werd georganiseerd in 2007. Het festival onderzoekt performance vanuit het perspectief van de beeldend kunst. Het Festival is een samenwerking tussen STUK en M Leuven.

#### Edities
- 2017: Falke Pisano, Cally Spooner, Corpus Creation, Helena Dietrich i.s.m. Janneke Raaphorst, Julien Prévieuw, Agnès Geoffray Zhana Ivanova, Benjamin Seror & The masks, Julian Weber, Guy de Cointer, Fabrice Samyn, Cécile B. Evans (Expo), Cécile B. Evans (performance), Dominique Gilliot, buren, Naufus Ramirez Figueroa, Meryem Bayram.[19]
- 2016: Closed Call To School met Alex Cecchetti, Alex Reynolds, Anna Barham, Benjamin Verdonck, Dora Garcia Film, Dora Garci Performance, Emily Mast, Hugo Roelandt, Israel Galvan, Pedro G. Romero & Filiep Tacq, Lisa Vereertbrugghen Liz Santoro & Pierre Godard, Marge Monko, Mary Reid Kelley Expo, Mary Reid Kelly Performance, Marnie Slater, Michael Portnoy, Nastio Mosquito, Paul Hendrikse, Sarah van Lamsweerd, Playground Platform.[20]
- 2015: Guy de Cointet (performance), Hugues Decointet, Julien Prévieux, fieldworks, Guy de Cointet (expo), leva miseviciutè, DD Dorvillier, Cally Spooner, Jean-Pascal Flavien, Kristof Van Gestel, Jimmy Robert (expo), Jimmy Robert (Performance), Adva Zakai, Benjamin Seror, Maria Hassabi, Sonja Jokiniemi, Julian Weber, Guy de Cointet (reading).[21]
- 2014: 
  - Podium: Alexandra Pirici, Béatrice Balcou, Marthe Ramm Fortun, Joëlle Tuerlinckx, Guy De Cointet, Alexandre Singh, Ellie Ga, Anne-Mie Van Kerckhoven, Mar, Meryem Bayram, Markus Schinwald, Oleg, Souli, Julian Hetzel, Guy de Cointet (performance).
  - Expo: Ellie Ga, Radio Arte Mobile, Paul Hendrikse.[22]
- 2013:
  - Podium: Lundahl & Seitl, Clédat & Petitpierre, Grace Schwindt, Anabel Schellekens, William Forsythe, Michael Portnoy, Emily Rosdan, Carly Wijs.
  - Expo: Grace Schwindt, Sarah & Charles, WIlliam Forsythe, Erki De Vries, Pieter Huybrechts, Vivienne Dick, Carly Wijs, Gerard Herman.[23]
- 2012: 
  - Podium: Christian Rizzo, Orla Barry, Cledat & Petitpierre, Claude Closky, Begüm Erciyas, Isidoro Valcarcel Medina, Jeanine Durning, Yael Davids, Snejanka Mihaylova.
  - Expo: Gisèle Vienne, Yael Davids, Clédat & Petitpierre, Lynda Gaudreau, Wendelien Van Oldenborgh.[24]
- 2011:
  - Podium: Guy de Cointet, Lundahl & Seitl, Ellie Ga, Wannes Goetschalckx, Jan Lauwers & Needcompany, Audry Cottin, Ivan Müller, Adva Zakai, Alexandra Bachztsis.
  - Expo: Pauline Boudry & Renate Lorenz, Mika Rottenberg, Wannes Goetschalckx, Jan Lauwers & Needcompany.[25]
- 2010: 
  - Podium: Lundahl & Seitl, Dora Garcia, Denicolai & Provoost, Mette Edvardsen, STUK & 30CC, Markus Schinwald, Naomi Kerkhove & Ruben Nachtergaele, Nina Beier, James Beckette, Akio Suzuki, Tell me more ... about Guy de Cointet, Gisele Vienne & Etienne Bidau-Rey, Guy de Cointet & Robert Wilhite.
  - Expo: Candice Breitz, Johanna Billing, Hans Demeulenaere, Joachim Koester, Denicolai & Provoost, Bestué-vives.
  - Symposium: The Manifold (after)lives of Performance (II)[26]
- 2009
  - Podium: Mette Edvardson, Youri Dirkx & Aurélien Froment, Philipp Gehmacher & Vladimir Miller, * Michikazu Matsune & David Subal, Miet Warlop, Rimini Protokoll, Sarah Vanhee, Ulla Von Brandenburg, Laurent Montaron, Julien Discrit & Thomas Dupouy, Myriam Van Imschoot & Christine De Smedt.
  - Expo: Lars Stiltberg, Ulla Von Brandenburg, Bas Schevers, Katinka Bock, Andre Van Bergen, Barbara Visser, Myriam Van Imschoot, Markus Schinwald & Oleg Soulimenko, Matt Mullican.
  - Symposium: STUK & de Appel Amsterdam.[27]
- 2008:
  - Podium: C&H, Ivana Müller/LISA, Orla Barry, Michiel Alberts, Falke Pisano, DD Dorvillier, Human Future Dance Corps, Grand Magasin, Bettina Atala, Damages Goods, Par b.l.eux, Meg Stuart, Benoît Lachambre, Hahn Rowe, Guy de Cointet, Guillaume Désanges, Pieterjan Ginckels, Kelly Schacht.
  - Expo: Kelly Schacht, Suchan Kinoshita, Joachim Koester, Aurélien Froment, Falke Pisano, Guillaume Désanges, Chaterine Sullivan, Michiel Alberts.[28]
- 2007: 
  - Podium: Doria Garci, Richard Venlet, Erik Theys & Transquinquennal, Guy de Cointet, Wilbert Bulsink, Keren Cytter, Thomas Myrmel & The Expected Folio Ensemble. Jimmy Robert & Ian White, Christina Blanco, Heike Schmidt, Tany Hermsen, Ceal Floyer, Dan Graham, Bill Aitchison.
  - Expo: Yael Davids, Random Scream, Tris Vonna-Michell, Miet Warlop, Wannes Goetschalckx, Erwin Wurm.[29]